# Ambia phaeochroalis
Ambia phaeochroalis là một loài bướm đêm trong họ Crambidae.